# 茶木太樹
茶木 太樹（ちゃき たいき、1983年10月1日 - ）は、日本中央競馬会 (JRA) ・栗東トレーニングセンターに所属している調教師。元調教助手、元厩務員。

## 来歴
兵庫県姫路市出身。ゲーム「ダービースタリオン」で競馬に興味を持ち、中学生時代は阪神競馬場に足しげく通う。高校卒業後に西村牧場、ヤマダステーブルなどに勤務し、イギリスのジェームズ・ファンショー厩舎への留学も経験。2007年9月にJRA競馬学校厩務員課程に入学する。
2008年5月に栗東・池添兼雄厩舎で厩務員となり、同年7月には調教助手となる。2019年12月、8回目の受験で調教師試験に合格し、2020年に調教師免許を取得後は、安田隆行厩舎などで技術調教師を務め12月にはダノンスマッシュの香港スプリントへの遠征にも参加。
2021年3月に開業。3月6日、阪神8R・4歳以上2勝クラスでベストクィーンが管理馬の初出走で8着。5月1日阪神4R・障害4歳以上未勝利をスズカフューラーで延36頭目にして初勝利を挙げる。

## 調教師成績
|            | 日付         | 競馬場・開催  | 競走名            | 馬名             | 頭数 | 人気 | 着順 |
| ---------- | ------------ | ------------- | ----------------- | ---------------- | ---- | ---- | ---- |
| 初出走     | 2021年3月6日 | 1回阪神7日8R  | 4歳以上2勝クラス  | ベストクィーン   | 8頭  | 6    | 8着  |
| 初勝利     | 2021年5月1日 | 2回阪神11日4R | 障害4歳以上未勝利 | スズカフューラー | 11頭 | 1    | 1着  |
| 重賞初出走 | 2021年9月5日 | 4回小倉8日11R | 小倉2歳ステークス | ショウナンマッハ | 10頭 | 1    | 7着  |
| 重賞初勝利 |              |               |                   |                  |      |      |      |
| GI初出走   | 2024年4月7日 | 2回阪神6日11R | 桜花賞            | ライトバック     | 18頭 | 7    | 3着  |
| GI初勝利   |              |               |                   |                  |      |      |      |

## エピソード
- 桜花賞が「いちばん好きで、いちばん勝ちたいレース」と調教師試験合格時に語るほど好きなレース。中学生時代は「ワクワクしてレース前日は眠れなかったぐらい」というほど魅了されていた。記憶に残るのは競馬雑誌のPOG企画で指名していた2000年のチアズグレイスで、ゴール前では声をからすほど応援した[1]。調教師としてのGI初出走のレースも桜花賞である。
- 重賞初挑戦となった2021年9月5日の小倉2歳ステークスに出走したショウナンマッハはオーナーの国本哲秀が池添兼雄厩舎に馬を預けており、そこで助手をしていた縁で開業する時に数頭預け入れた中に、セリで買ったショウナンマッハもいた。その時に『この馬で厩舎の名前を高めて成功のきっかけにしてほしい』と言ってもらう[3]。